# Kiiminki
Kiiminki (Zweeds: Kiminge) is een voormalige gemeente in de Finse provincie Oulu en in de Finse regio Noord-Österbotten. De gemeente had een totale oppervlakte van 327 km² en telde 11.113 inwoners in 2003.
In 2013 is de gemeente bij Oulu gevoegd.